# Федоровский, Владимир Капитонович
Владимир Капитонович Федоровский (1871—1916?) — депутат Государственной думы I созыва от Рязанской губернии.

## Биография
Дворянин, родился в 1871 году. Окончил Зарайское реальное училище, а затем Московское пехотное инженерное училище. Направлен в 10 артиллерийскую бригаду (г. Лодзь, Царство Польское). Затем переведен с 2 батареями бригады в Южно-Уссурийский край в урочище Новокиевское, где прослужил 3 года. Также служил артиллерийским офицером в Центральной России и Забайкалье. В 1898 году поступил, а в 1902 г. окончил Военно-юридическую академию в Санкт-Петербурге. Во время обучения избран в гласные Егорьевского уездного земского собрания. После выхода в запас в 1902 поступил в Московский сельскохозяйственный институт, где проучился год. В 1905 г. избран Председателем Егорьевской земской управы и почетный мировой судья. Противник национализации земли. С 1905 года член Конституционно-демократической партии.
16 апреля 1906 избран в Государственную думу I созыва от общего состава выборщиков Рязанского губернского избирательного собрания. По-видимому, из партии кадетов вышел, так как упоминается, что в Думе входил во фракцию Партии демократических реформ. Член комиссии по исполнению государственной росписи доходов и расходов. Выступал в прениях по ответному адресу, о неприкосновенности личности, об изменениях статей 55—57 Учреждения Государственной Думы, по Наказу, об отмене смертной казни, по аграрному вопросу, о Белостокском погроме.
10 июля 1906 года в г. Выборге подписал «Выборгское воззвание» и осужден по ст. 129, ч. 1, п. п. 51 и 3 Уголовного Уложения, приговорен к 3 месяцам тюрьмы и лишен избирательных прав.
В Первую Мировую войну руководил медицинской «летучкой», пропал без вести в 1916 году.

## Семья
- Родители:

- Отец — Капитон Иванович (1819 — ?) — коллежский асессор (1871). Обучался в Штурманском училище.
- Мать — Людмила Яковлевна (урожд. Левашова, ? — 1875)

- Братья — Иван Капитонович (1858 г. р.); Николай Капитонович (1860 г. р.) — купец, хозяин кирпичного завода в г. Спасске; Яков Капитонович (1866 г. р.) — статский советник[6].
- Сестры — Прасковья Капитоновна (1861 г. р.), Екатерина Капитоновна (1864 г. р.)[6]
- Жена — Валентина Дмитриевна (урожд. Прянишникова, 1890—1982) — дочь Д. Н. Прянишникова, окончила Московские Женские курсы в 1919 году, в 1920-х годах преподавала в московских средних школах, с начала 1930-х годов — неофициальный референт своего отца[6].
- Сын — Дмитрий Владимирович Федоровский (1914—1978) — окончил Тимирязевскую академию, почвовед, участник Великой Отечественной войны[6].